# Élections européennes de 1979 au Danemark
Les élections européennes de 1979, les premières au suffrage universel direct, se déroulent du 7 au 10 juin 1979 selon les pays, et le jeudi 7 au Danemark métropolitain et le dimanche 10 au Groenland.
Avec un taux de 47,8 %, la participation est très inférieure à la participation moyenne dans la Communauté économique européenne (61,9 %).

## Mode de scrutin
16 sièges sont attribués au Danemark, dont un est réservé au Groenland, et fait l'objet d'une élection à part. Le Danemark métropolitain est divisée en quatre circonscriptions, dans lesquelles les députés européens sont élus au scrutin proportionnel plurinominal.

## Résultats

### Danemark métropolitain
| Élections au Parlement Européen de 1979 → |                                   |                  |         |       |        |        |
| Partis et coalitions                      | Partis et coalitions              | Tête de liste    | Voix    | %     | Sièges | Groupe |
|                                           | Social-démocratie                 | Kjeld Olesen     | 382 487 | 21,80 | 3      | SOC    |
|                                           | Mouvement populaire contre la CEE | Jens-Peter Bonde | 365 760 | 20,85 | 4      | CDI    |
|                                           | Parti libéral                     | Tove Nielsen     | 252 767 | 14,41 | 3      | LD     |
|                                           | Parti populaire conservateur      | Poul Møller      | 245 309 | 13,98 | 2      | DE     |
|                                           | Démocrates du centre              | Erhard Jakobsen  | 107 790 | 6,14  | 1      | PPE    |
|                                           | Parti du progrès                  | Kai Nyborg       | 100 702 | 5,74  | 1      | DEP    |
|                                           | Parti populaire socialiste        | Bodil Boserup    | 81 991  | 4,67  | 1      | COM    |
|                                           | Socialistes de gauche             |                  | 60 731  | 3,5   | 0      |        |
|                                           | Parti de la justice               |                  | 59 155  | 3,4   | 0      |        |
|                                           | Parti social-libéral danois       |                  | 57 259  | 3,3   | 0      |        |
|                                           | Chrétiens démocrates              |                  | 30 985  | 1,8   | 0      |        |

### Groenland
| Parti | Parti   | Voix  | %    | Siège | Groupe |
| ----- | ------- | ----- | ---- | ----- | ------ |
|       | Siumut  | 5 118 | 55,3 | 1     | SOC    |
|       | Atassut | 4 142 | 44,7 | 0     |        |